# キャラジャ
キャラジャ（CALAJA）は、かつて存在したカジュアルウエアを販売するチェーンストア。「洋服の青山」ブランドを展開する青山商事傘下の『カジュアルランドあおやま株式会社』によって運営されていた。
Tポイントを導入していた。
1994年10月、キャラジャ1号店開店。
2005年10月、青山商事カジュアル事業「キャラジャ」を会社分割により分社化、カジュアルランドあおやま株式会社を設立。
2016年12月25日、5年後をめどに全国に12店ある全店を閉鎖すると報じられた。
2019年2月、完全閉店。

## 企業概要
- 本店所在地：広島県福山市王子町
- 代表者：藤原弘太郎
- 資本金：1000万円
- 大株主（持ち株比率）：青山商事（100％）